# Peter Mayle
Peter Mayle (Brighton, 1939. június 14. – Ménerbes, Franciaország, 2018. január 18.) brit író.
2004-ben megjelent Bor, mámor, Provence című könyvéből készült hasonló című filmet 2006-ban mutatták be Ridley Scott rendezésében.

## Főbb művei
- Egy év Provence-ban (A Year in Provence) (1989, Provence-trilógia 1.); ford. Füzéki Eszter (2003)
- Örökké Provence (Toujours Provence) (1991, Provence-trilógia 2.); ford. Merényi Ágnes (2004)
- Hotel Pastis (Hotel Pastis: A Novel of Provence) (1993); ford. Zentai Éva (1997), Juhász Viktor (2006)
- Monaco, mon amour (Anything Considered) (1996); ford. Szántó Judit (2007)
- Még mindig Provence (Encore Provence) (1999, Provence-trilógia 3.); ford. Juhász Viktor (2005)
- Kutyaélet (A Dog's Life) (1995); ford. Nemes Anna (2003)
- Hajsza a Cézanne-ért (Chasing Cézanne) (1997); ford. Komáromy Rudolf (2004)
- Bon appétit! (2001); ford. Szántó Judit (2006)
- Bor, mámor, Provence (A Good Year) (2004); ford. Feig András (2005)
- Provence A-Z-ig (Provence A-Z) (2006); ford. Feig András (2007)
- Provence-i borbalhé (The Vintage Caper) (2009); ford. Varga Zsófia (2009)

## Magyarul
- "Hogyan lesz a gyerek?". Az élet dolgairól, mellébeszélés nélkül, és jó sok rajzzal; ill. Arthur Robins, ford. Körmendy Zsuzsanna; Magvető, Bp., 1995
- Hotel Pastis; ford. Zentai Éva; Helikon, Bp., 1997
- Mindent vállalok; Reader's Digest, Bp., 1998 (Reader's Digest válogatott könyvek)
- A férfi legjobb barátja avagy Egy zsarnok természetrajza; ill. Gray Jolliffe, ford. Tóth Tamás Boldizsár; Animus, Bp., 1999
- Egy év Provence-ban; ford. Füzéki Eszter; Ulpius-ház, Bp., 2003
- Kutyaélet; ill. Edward Koren, ford. Nemes Anna; Novella, Bp., 2003 (Kutyatörténetek)
- Örökké Provence; ford. Merényi Ágnes; Ulpius-ház, Bp., 2004
- Hajsza a Cézanne-ért; ford. Komáromy Rudolf; Ulpius-ház, Bp., 2004
- Még mindig Provence; ford. Juhász Viktor; Ulpius-ház, Bp., 2005
- Bor, mámor, Provence. Regény; ford. Feig András; Ulpius-ház, Bp., 2005
- Bon appétit!; ford. Szántó Judit; Ulpius-ház, Bp., 2006
- Provence A-Z; ford. Feig András; Ulpius-ház, Bp., 2007
- Monaco, mon amour; ford. Szántó Judit; Ulpius-ház, Bp., 2007
- Bor, mámor, Provence; ford. Pelle Csilla; Reader's Digest, Bp., 2007 (Reader's Digest válogatott könyvek)
- Provence-i borbalhé; ford. Varga Zsófia; Ulpius-ház, Bp., 2009